# Robert Weinberg
Robert Allan Weinberg (sinh ngày 11 tháng 11 năm 1942) là giáo sư nghiên cứu ung thư ở Học viện Công nghệ Massachusetts và Hội Ung thư Hoa Kỳ.
Lãnh vực nghiên cứu của ông là gene sinh ung và bệnh ung thư của người có nguồn gốc từ gene. Weinberg cũng làm việc ở viện Broad và là thành viên sáng lập viện Whitehead. Ông cùng dạy lớp Dẫn nhập vào Sinh học 7.012 (Sinh học dẫn nhập) chung với giáo sư Eric Lander.
Ông nổi tiếng về những phát hiện gene sinh ung Ras đầu tiên của người, và gen đè nén bướu Rb đầu tiên, đã được từng phần chứng minh bằng tài liệu trong quyển Natural Obsessions của nữ ký giả Natalie Angier, được viết khi cô làm việc 1 năm ở phòng thí nghiệm của Weinberg.
Ngoài ra, ông cũng nổi tiếng là người thầy cố vấn dày dạn kinh nghiệm cho nhiều nhà khoa học lỗi lạc.

## Giải thưởng và vinh dự
- Giải Sinh học phân tử của Viện hàn lâm Khoa học quốc gia Hoa Kỳ 1984
- Giải thưởng Nhà nước về Khoa học, Hoa Kỳ 1997
- Giải Khoa học quốc tế Albert Einstein 1999
- Giải Wolf về Y học 2004 (chung với Roger Y. Tsien)
- Viện sĩ Viện Hàn lâm Khoa học quốc gia Hoa Kỳ
- Tiến sĩ danh dự để tưởng niệm Carl von Linné của đại học Uppsala (Thụy Điển) 2007.
- Viện sĩ Viện Hàn lâm Khoa học Hoàng gia Thụy Điển từ 1992.[3]
- Huy chương lớn của Viện hàn lâm Khoa học Pháp 2009

## Tác phẩm
- Tabin, C.J., Bradley, S.M., Bargmann, C.I., Weinberg, R.A., Papageorge, A.G., Scolnick, E.M., Dhar, R., Lowy, D.R., và Chang, E.H. (1982). "Mechanism of activation of a human oncogene". Nature. Quyển 300. tr. 143–149. doi:10.1038/300143a0.{{Chú thích tạp chí}}:  Quản lý CS1: nhiều tên: danh sách tác giả (liên kết) PMID 6290897
- Shih, C. và Weinberg, R.A. (1982). "Isolation of a transforming sequence from a human bladder carcinoma cell line". Cell. Quyển 29. tr. 161–169. doi:10.1016/0092-8674(82)90100-3.{{Chú thích tạp chí}}:  Quản lý CS1: nhiều tên: danh sách tác giả (liên kết) PMID 6286138
- Hahn, W.C., Counter, C.M., Lundberg, A.S., Beijersbergen, R.L., Brooks, M.W., và Weinberg, R.A. (1999). "Creation of human tumor cells with defined genetic elements". Nature. Quyển 400. tr. 464–468. doi:10.1038/22780.{{Chú thích tạp chí}}:  Quản lý CS1: nhiều tên: danh sách tác giả (liên kết) PMID 10440377
- Mani SA, Guo W, Liao MJ, Eaton EN, Ayyanan A, Zhou AY, Brooks M, Reinhard F, Zhang CC, Shipitsin M, Campbell LL, Polyak K, Brisken C, Yang J, Weinberg RA. (2008). "The epithelial-mesenchymal transition generates cells with properties of stem cells". Cell. Quyển 133. tr. 704–15. doi:10.1016/j.cell.2008.03.027.{{Chú thích tạp chí}}:  Quản lý CS1: nhiều tên: danh sách tác giả (liên kết) PMID 18485877
- Weinberg, Robert (2007). The Biology of Cancer. Garland Science. ISBN 0-8153-4076-1; ISBN 0-8153-4078-8. {{Chú thích sách}}: Kiểm tra giá trị |isbn=: ký tự không hợp lệ (trợ giúp); Đã bỏ qua tham số không rõ |publication date= (trợ giúp)The Biology of Cancer